# Новый Байлар
Новый Байлар — деревня в Тукаевском районе Татарстана. Входит в состав Кузкеевского сельского поселения.

## География
Находится в северо-восточной части Татарстана на расстоянии приблизительно 16 км на восток-северо-восток по прямой от районного центра города Набережные Челны у речки Тиргауш.

## История
Основана в конце XVIII века — начале XIX веков выходцами из деревни Старый Байлар, до 1860-х годов жители учитывались как башкиры, в начале XX века упоминалось о наличии мечети и мектеба. В период с 1976 по 1991 годы находилась в составе села Кузкеево.
По сведениям переписи 1897 года, в деревне Новые Байляры Мензелинского уезда Уфимской губернии жили 725 человек (363 мужчины и 362 женщины), все мусульмане.

## Население
Постоянных жителей было: в 1858 году — 296, в 1870—463, в 1884—492, в 1897—725, в 1906—842, в 1913—854, в 1920—833, в 1926—508, в 1938—479, в 1949—369, в 1970—340, в 1989—179, 166 в 2002 году (татары 100 %), 171 в 2010.